# Rudolf Joder

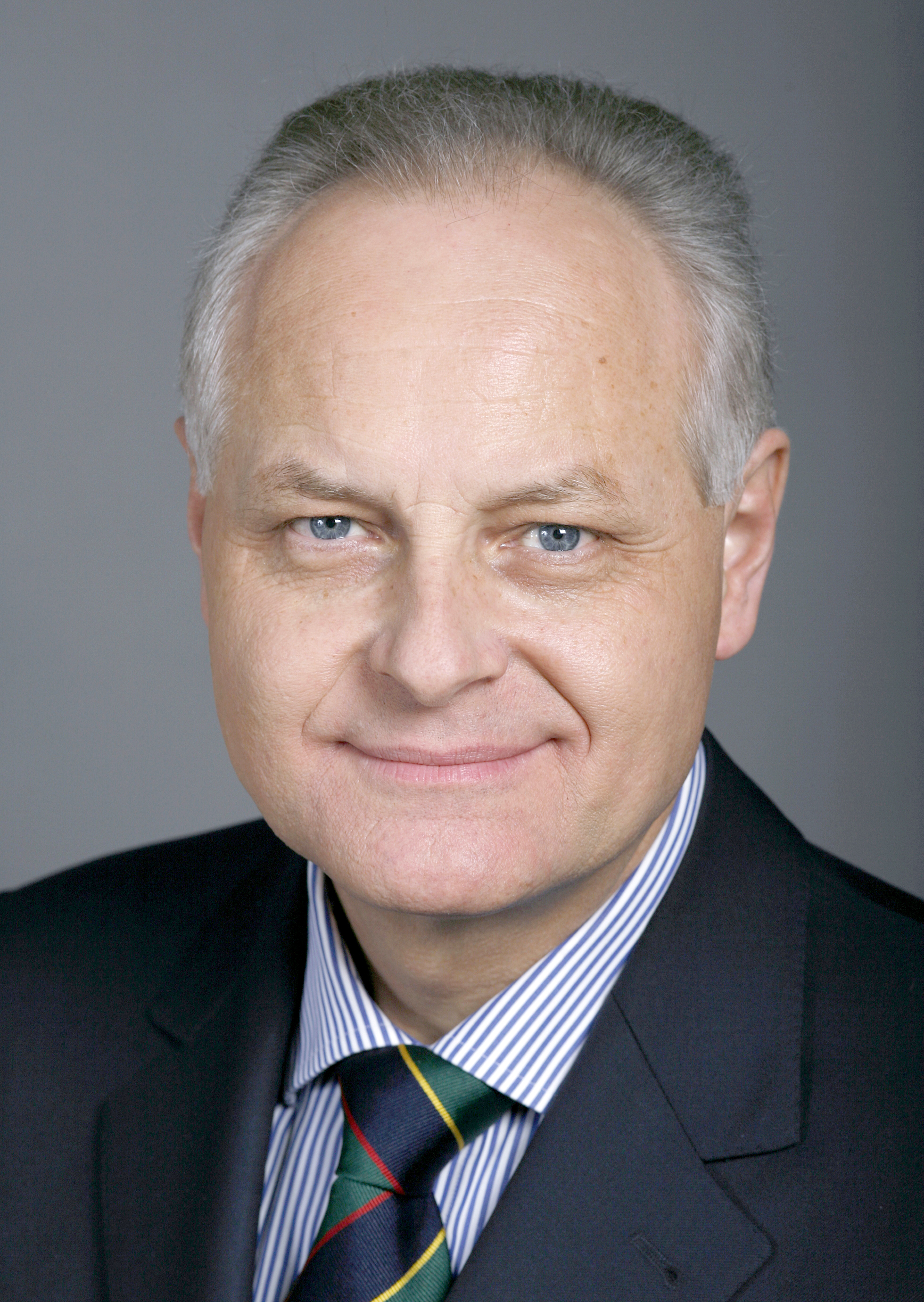
Rudolf Joder

Rudolf Joder (* 10. Juni 1950 in Zimmerwald, heimatberechtigt in Muri bei Bern) ist ein Schweizer Politiker (SVP) und Fürsprecher.

## Leben
Rudolf Joder war von 1982 bis 1998 Mitglied des Grossen Rats (Legislative) des Kantons Bern. Weiter war er von 1985 bis 1988 Gemeinderat und von 1989 bis 2004 Gemeindepräsident von Belp. Von 1999 bis 2015 sass er für den Kanton Bern im Nationalrat. Er war während seiner ganzen Amtszeit Mitglied der Staatspolitischen Kommission, zudem nahm er von 1999 bis 2007 Einsitz in der Kommission für Rechtsfragen, von 2007 bis 2011 in der Gerichtskommission der Vereinigten Bundesversammlung und von 2011 bis 2015 in der Geschäftsprüfungskommission (von 2013 bis 2015 Präsident).
Von 2006 bis 2012 amtete er als Präsident der kantonalbernischen SVP.
Rudolf Joder ist verheiratet und wohnt in Belp.